# Prinzregentenplatz (Munich)
Pour l’article homonyme, voir Prinzregentenplatz (métro de Munich).
La Prinzregentenplatz est une place du district de Bogenhausen à Munich. Elle porte le nom du prince régent Luitpold de Bavière. 

## Description
La place est dominée par le théâtre du Prince Régent, des maisons de style Gründerzeit et une fontaine. Le monument à Richard Wagner, conçu par Heinrich Waderé, se trouve dans un petit espace vert. Au numéro 16 de la Prinzregentenplatz se trouvait l'appartement privé d'Adolf Hitler, aujourd'hui une inspection de police. 

## Site et desserte
La place est accessible depuis l'ouest et l'est par la Prinzregentenstraße. Au nord et au sud, six petites rues rejoignent la Prinzregentenplatz. 
Depuis octobre 1988, la station de métro Prinzregentenplatz de la ligne 4 la dessert. Elle est conçue par Alexander von Branca.

## Galerie

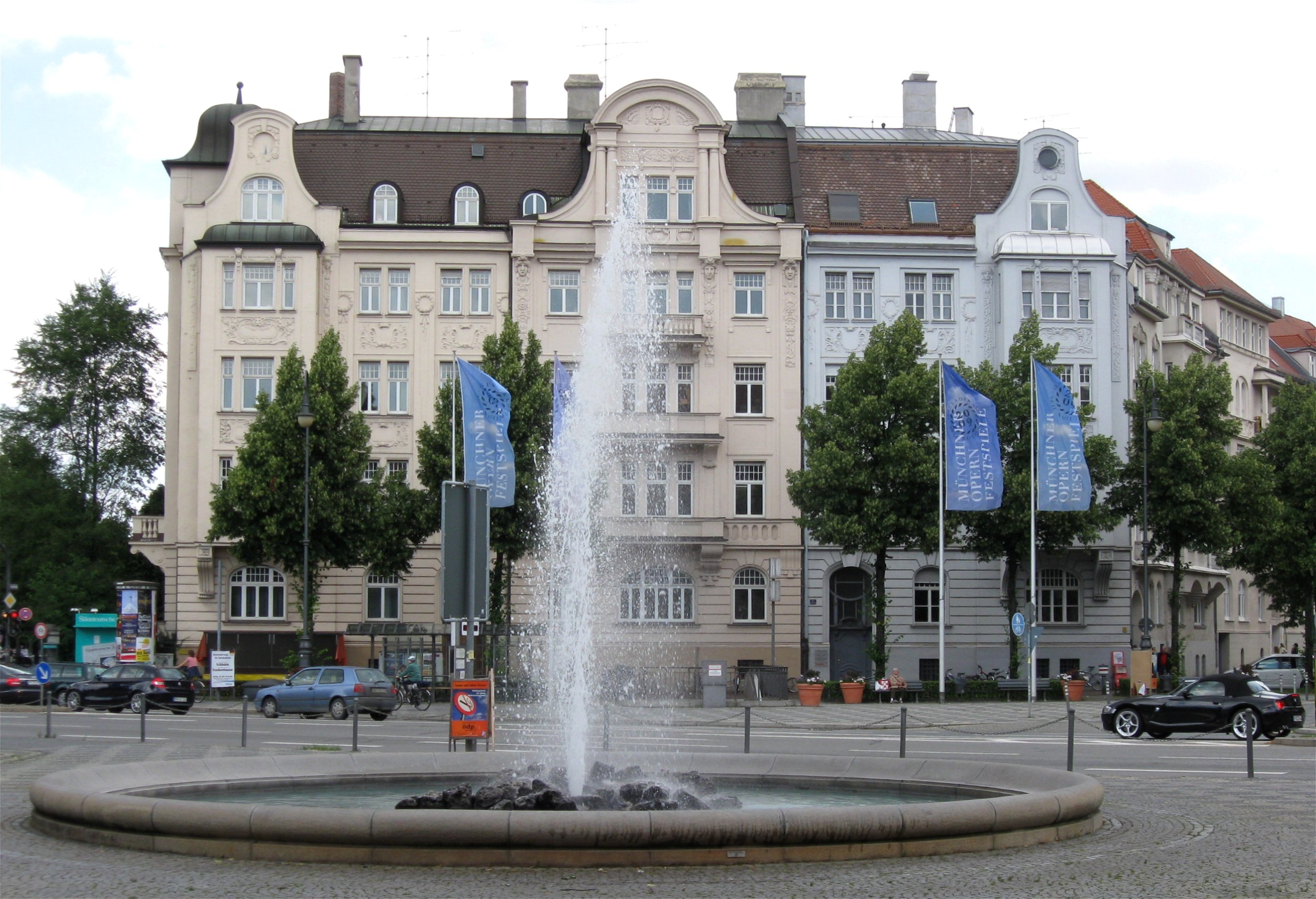
Prinzregentenplatz
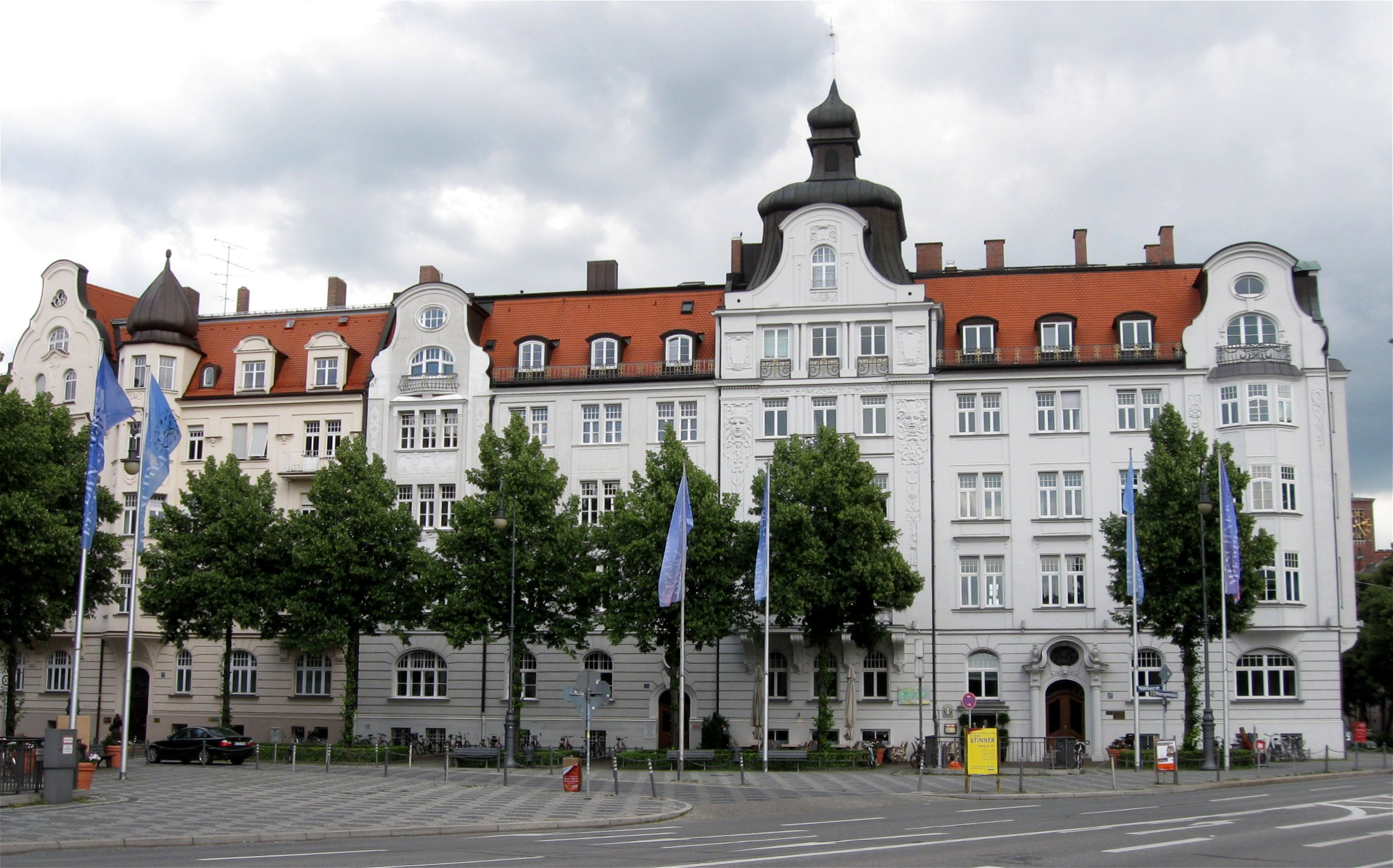
Prinzregentenplatz
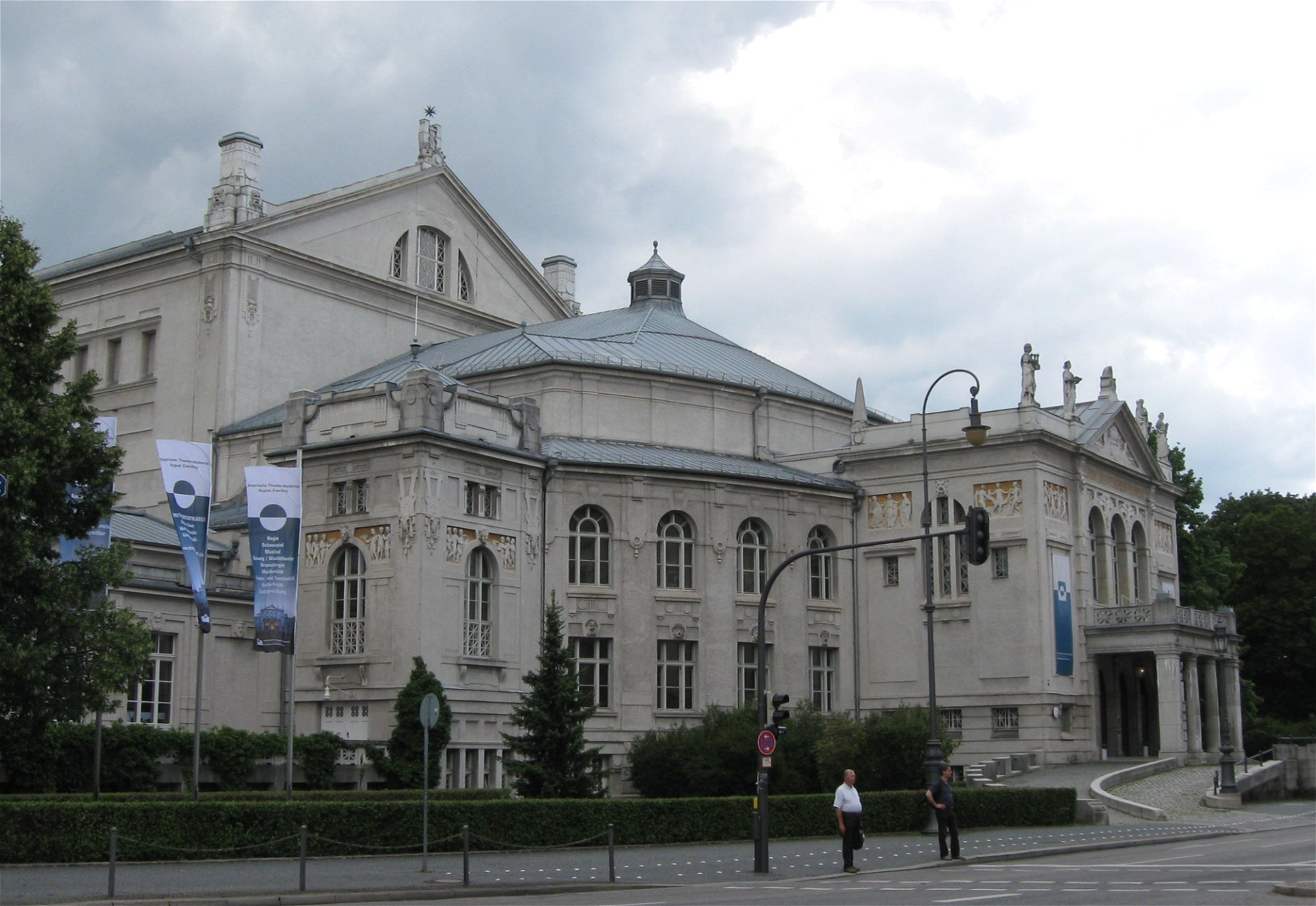
Prinzregententheater
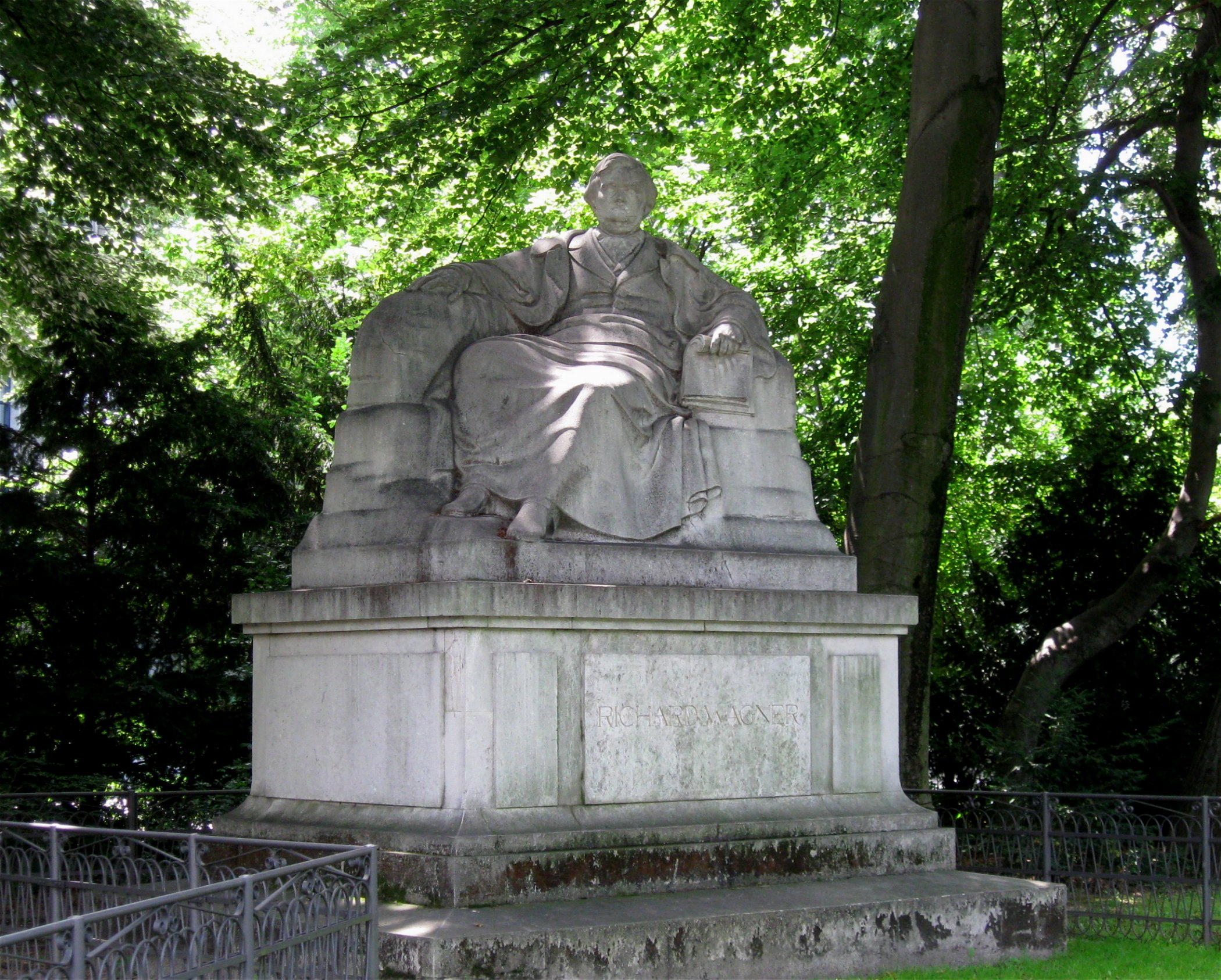
Monument à Richard Wagner
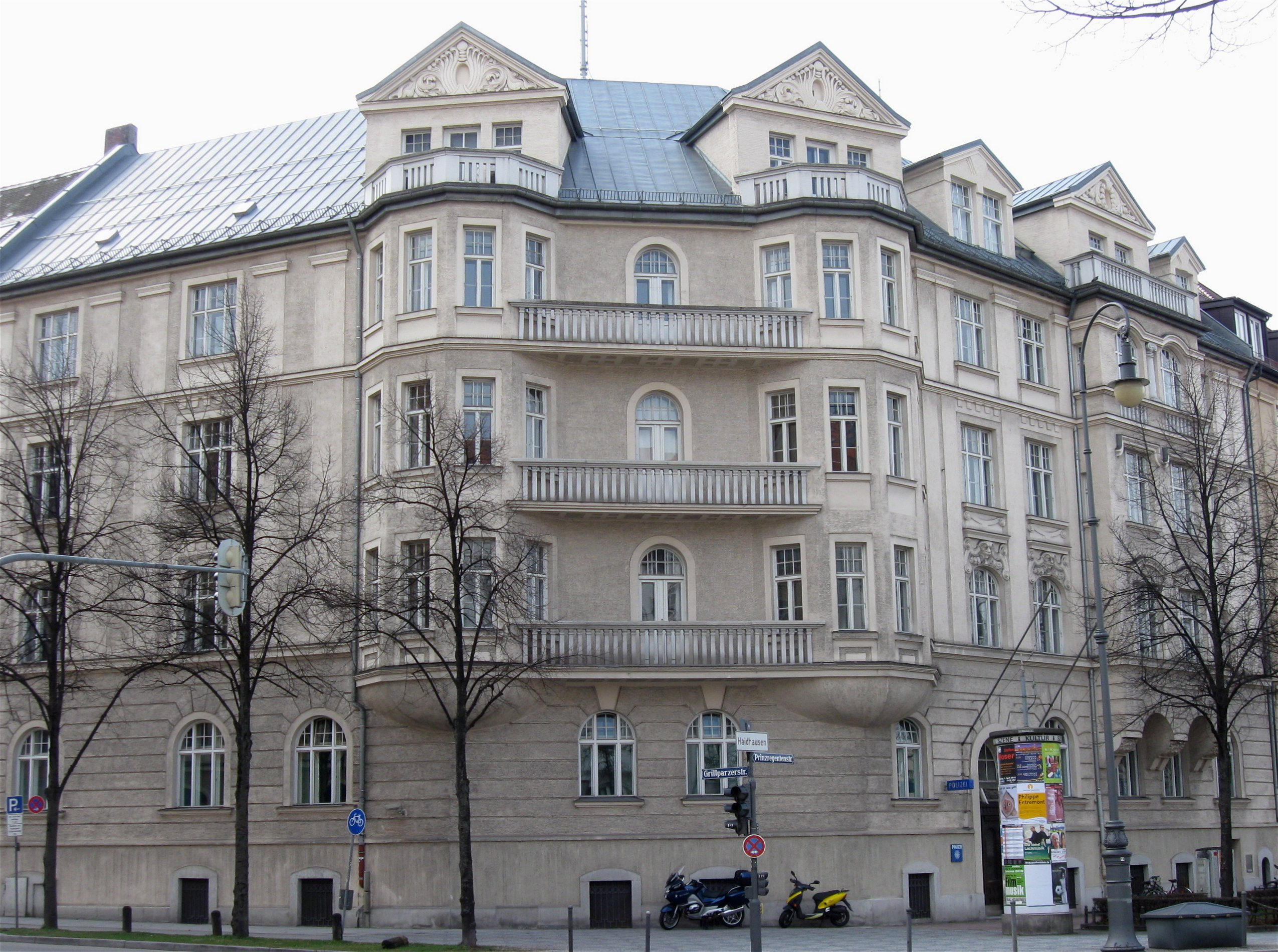
Prinzregentenplatz 16
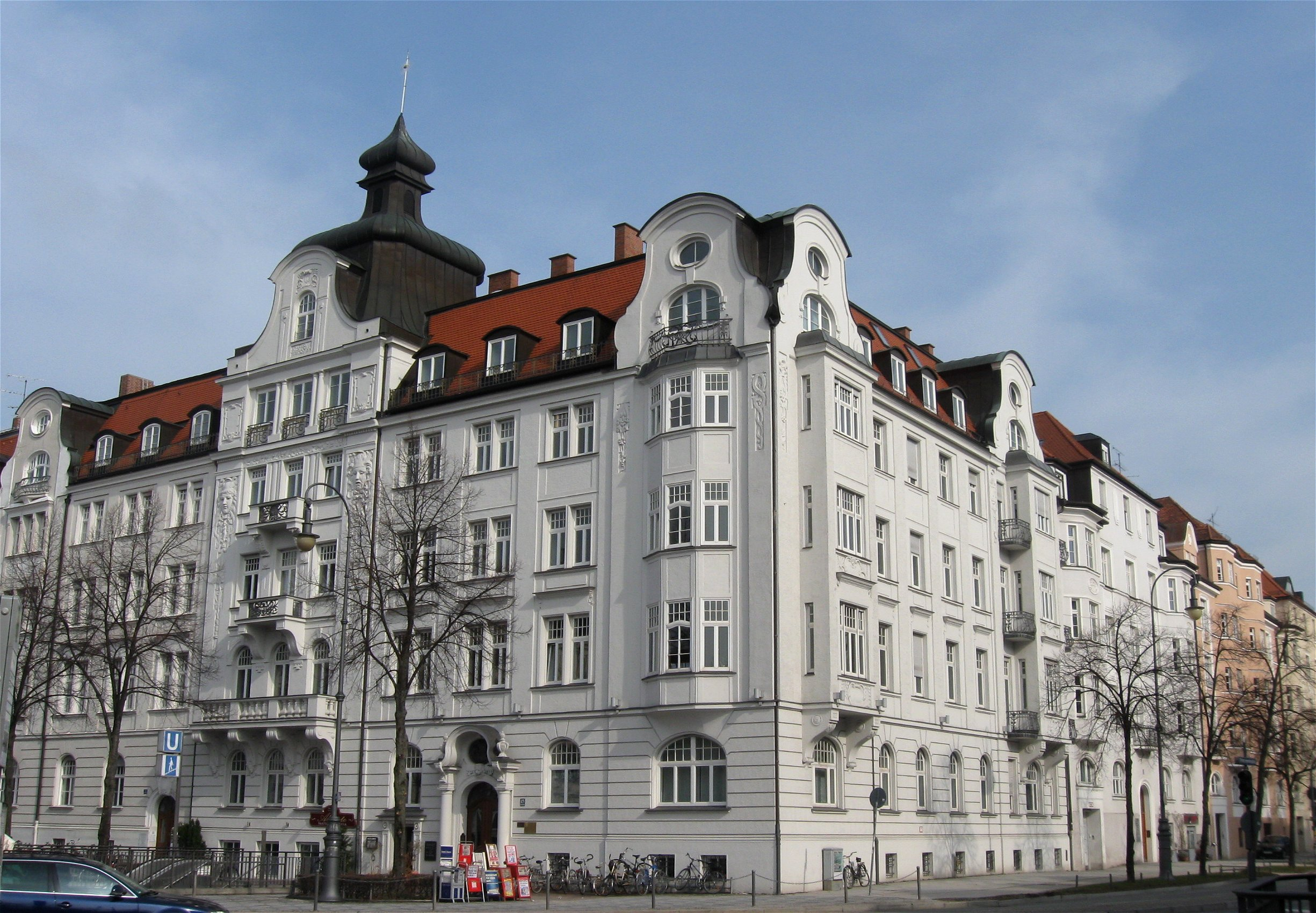
Prinzregentenplatz 21 et 23
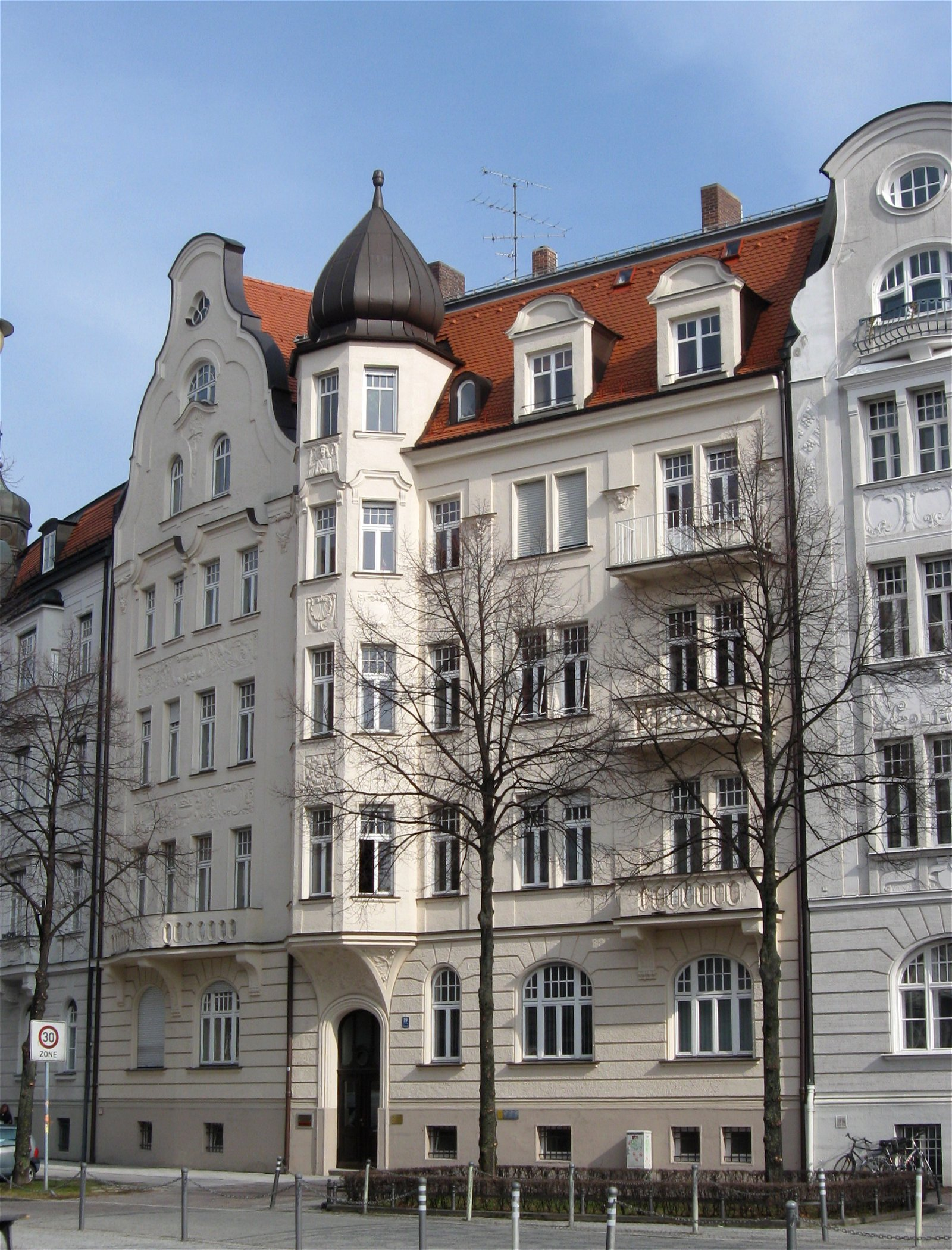
Prinzregentenplatz 19

## Liens Web
- Informations sur la Prinzregenplatz

48.139273 11.60712  